# دونالد كاريك
دونالد كاريك (18 سبتمبر 1906 – 28 فبراير 1997) هو ملاكم كندي راحل، مثّل بلاده في الألعاب الأولمبية الصيفية 1928.

## روابط خارجية
دونالد كاريك على موقع أوليمبيديا (الإنجليزية)